# Placówka Straży Granicznej I linii „Ciszkowo”
Placówka Straży Granicznej I linii „Ciszkowo” – jednostka organizacyjna Straży Granicznej pełniąca służbę ochronną na granicy polsko-niemieckiej w okresie międzywojennym.

## Formowanie i zmiany organizacyjne
Na wniosek Ministerstwa Skarbu, uchwałą z 10 marca 1920 roku, powołano do życia Straż Celną. Od połowy 1921 roku jednostki Straży Celnej rozpoczęły przejmowanie odcinków granicy od pododdziałów Batalionów Celnych. Proces tworzenia Straży Celnej trwał do końca 1922 roku. Placówka Straży Celnej „Ciszkowo” weszła w podporządkowanie komisariatu Straży Celnej „Wieleń” z Inspektoratu SC „Międzychód”.
Rozporządzeniem Prezydenta Rzeczypospolitej Polskiej Ignacego Mościckiego z 22 marca 1928 roku, do ochrony północnej, zachodniej i południowej granicy państwa, a w szczególności do ich ochrony celnej, powoływano z dniem 2 kwietnia 1928 roku  Straż Graniczną.
Rozkazem nr 3 z 25 kwietnia 1928 roku w sprawie organizacji Wielkopolskiego Inspektoratu Okręgowego dowódca Straży Granicznej gen. bryg. Stefan Pasławski określił strukturę organizacyjną komisariat SG „Lubasz”. Placówka Straży Granicznej I linii „Pianówka” znalazła się w jego strukturze.
Już 15 września 1928 dowódca Straży Granicznej rozkazem nr 7  w sprawie organizacji Wielkopolskiego Inspektoratu Okręgowego podpisanym w zastępstwie przez mjr. Wacława Szpilczyńskiego zmieniał organizację komisariatu. Rozkaz nie wymienia już placówki Straży Granicznej I linii „Pijanówka”. Wymienia placówkę SG I linii „Ciszkowo”.
Rozkaz nr 11 z 9 stycznia 1930 roku  o reorganizacji Wielkopolskiego Inspektoratu Okręgowego komendanta Straży Granicznej płk. Jana Jura-Gorzechowskiego nie wymienia już komisariatu SG „Lubasz”. Placówkę włączono w skład komisariatu SG „Czarnków”.

## Służba graniczna
Wschodnia granica placówki zaczynała się od śluzy nr 16 i kamienia granicznego F 010, biegła w kierunku południowym do toru kolejowego. Placówka znajdowała się w domu mieszkalnym na południe do centrum Ciszkowa. Posiadała dwie izby w połowie budynku oraz kilka pomieszczeń w budynkach gospodarskich. Później placówkę przeniesiono do budynku Ciszkowo 16.
Sąsiednie placówki:
- placówka Straży Granicznej I linii „Czarnków” ⇔ placówka Straży Granicznej I linii „Gulcz − 1928

## Kierownicy/dowódcy placówki
| stopień    | imię i nazwisko | okres pełnienia służby | kolejne stanowisko |
| ---------- | --------------- | ---------------------- | ------------------ |
| przodownik | Jan Nawrot      | był w 1929–            |                    |